# عبدالعزیز بن عبدالله
عبدالعزیز بن عبدالله (انگلیسی: Abdel Aziz Ben Abdallah؛ زادهٔ ۱۱ مارس ۱۹۶۴) بازیکن والیبال اهل تونس بود.